# Валент Синкович
Валент Синкович (на хърватски: Valent Sinković) е хърватски състезател по академично гребане, състезаващ се в дисциплината двойка без рулеви с брат си Мартин Синкович.
Роден е в Загреб, СФРЮ. Двукратен олимпийски шампион от Рио де Жанейро (2016) и Токио (2020). Шесткратен световен шампион през 2010, 2013, 2014, 2015, 2018 и 2019 г. Четирикратен европейски шампион през 2012, 2016, 2018 и 2019 г.